# Walter Seidl

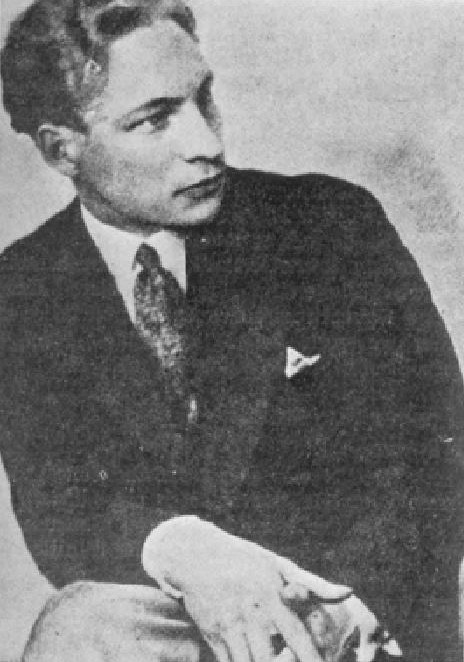
Walter Seidl

Walter Seidl (* 17. April 1905 in Troppau, Österreichisch-Schlesien, Österreich-Ungarn; † 29. August 1937 in Neapel) war ein tschechoslowakischer deutschsprachiger Autor.

## Leben
Walter Seidl wurde als Sohn des Reichsratsabgeordneten Ferdinand Seidl geboren und sollte eine Offizierslaufbahn einschlagen. Nach dem Zusammenbruch Österreich-Ungarns studierte er stattdessen Musikwissenschaften an der Universität Grenoble und wurde Musikreferent beim Prager Tagblatt. Er verfasste Romane und hatte kurzzeitig mit von ihm verfassten grotesken und utopischen Dramen auch auf der Bühne Erfolg. Er beschäftigte sich mit dem deutsch-tschechischen Verhältnis und setzte sich für eine Verständigung zwischen Deutschland und Frankreich ein. Er starb im Alter von 32 Jahren während einer Schiffsreise an Typhus.

## Werke
- Anasthase und das Untier Richard Wagner, Roman, 1930
- Welt vor der Nacht. Ein Mysterium der Zukunft, Bühnenmanuskript 1930
- Wirbel in der Zirbeldrüse, Groteske Komödie in drei Akten, Bühnenmanuskript 1930 (Mitautor: Ottokar Winicky)
- Romeo im Fegefeuer, Roman 1932
- Erlebnis im Hause Knut Hamsuns, 1933
- Der Berg der Liebenden. Erlebnisse eines jungen Deutschen, Arco, Wuppertal 2002, ISBN 3-9808410-1-4